# Chorisia
Chorisia é um género botânico pertencente à família Malvaceae. Recentemente (2001) alguns botânicos propuseram a sua fusão com o género Ceiba.
Uma das espécies mais conhecidas é a paineira.